# Glicério
Glicério este un oraș în São Paulo (SP), Brazilia.